# 千葉県道190号千葉ニュータウン南環状線
千葉県道190号千葉ニュータウン南環状線（ちばけんどう190ごう ちばニュータウンみなみかんじょうせん）は、千葉県印西市と白井市を結ぶ一般県道。

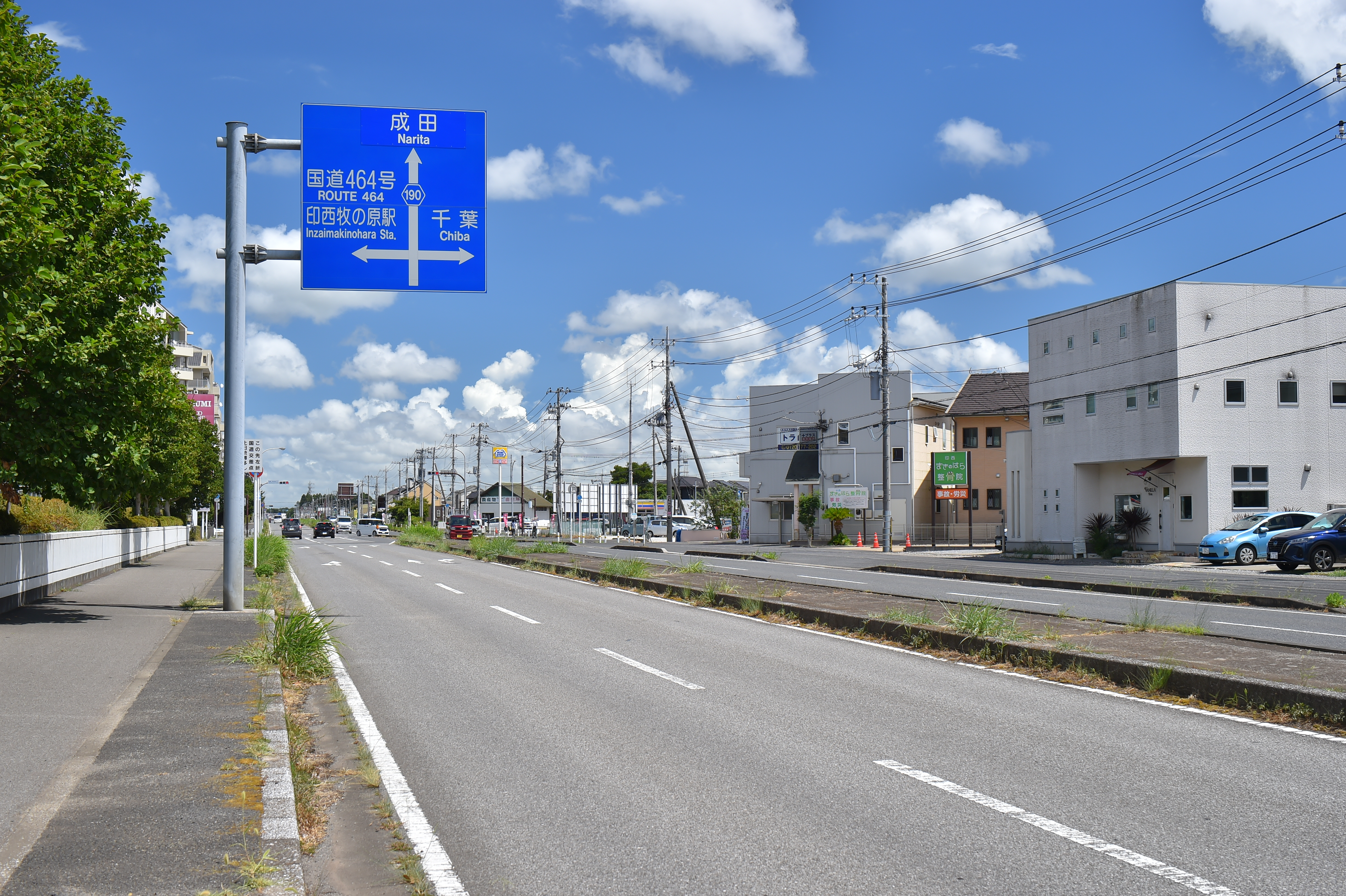
千葉県道190号千葉ニュータウン南環状線・印西市西の原二丁目（2023年8月）

## 概要
- 起点：印西市竜腹寺（国道464号交点） ※未開通
- 終点：白井市谷田（国道464号交点） ※未開通

## 地理

### 通過する自治体
- 印西市
- 白井市

### 交差・接続する道路
- 国道464号 - 印西市竜腹寺（起点） ※未開通

起点 - 印西市造谷間は未開通
- 千葉県道64号千葉臼井印西線 - 印西市造谷
- 千葉県道4号千葉竜ヶ崎線 - 印西市高花1丁目
- 千葉県道61号船橋印西線 - 印西市船尾

印西市武西 - 終点間は未開通
- 国道464号 - 白井市谷田（終点） ※未開通